# Deutsches IngenieurBlatt
Das Deutsche Ingenieurblatt (DIB) ist eine Fachzeitschrift für die fachliche und berufliche Information von Ingenieuren am Bau.

## Allgemeines
Das DIB wird von der Bundesingenieurkammer, dem Vertreter der 16 deutschen Länderingenieurkammern, herausgegeben. Bezogen wird das Fachblatt hauptsächlich von Architektur- und Bauingenieurbüros, Siedlungsgesellschaften bzw. Hochbauunternehmen und Fachingenieurbüros für technische Gebäudeausrüstung, Statik und Tragwerksplanung. Zielgruppen der Publikation sind Bauingenieure, Architekten und Fachleute aus den benachbarten Fachgebieten. Publiziert wird das DIB von der Rauh Medien GmbH.

## Inhalte
Das Deutsche Ingenieurblatt berichtet über Innovationen in sämtlichen Tätigkeitsbereichen der Ingenieure, die in der Bauplanung und Projektsteuerung (vom Entwurf über die Detailplanung, Ausschreibung, Vergabe bis zur Bauaufsicht/Bauleitung) Produkt- bzw. System-Entscheidungen treffen. Es enthält fachliche Informationen zum Stand der Technik, im Hoch- und Tiefbau, zur jeweils aktuellen Software für die Planung sowie Informationen für den beruflichen Erfolg und die Existenzsicherung der Ingenieurbüros (Büromanagement, Recht, Steuern).
Regelmäßige Kategorien sind Technik & Innovation, Produkte & Software, BauDetail, Theorie & Praxis, Beruf & Kammer, Ingenieurbüro & Management, Recht & Steuern, Tagungen & Kongresse, Politik & Wirtschaft, Normen & Regeln sowie das Magazin.